# Moody (Texas)
Moody es una ciudad ubicada en el condado de McLennan en el estado estadounidense de Texas. En el Censo de 2010 tenía una población de 1.371 habitantes y una densidad poblacional de 550,83 personas por km².

## Geografía
Moody se encuentra ubicada en las coordenadas 31°18′31″N 97°21′35″O / 31.30861, -97.35972. Según la Oficina del Censo de los Estados Unidos, Moody tiene una superficie total de 2.49 km², de la cual 2.49 km² corresponden a tierra firme y (0%) 0 km² es agua.

## Demografía
Según el censo de 2010, había 1.371 personas residiendo en Moody. La densidad de población era de 550,83 hab./km². De los 1.371 habitantes, Moody estaba compuesto por el 78.56% blancos, el 8.61% eran afroamericanos, el 0.15% eran amerindios, el 0% eran asiáticos, el 0% eran isleños del Pacífico, el 11.45% eran de otras razas y el 1.24% pertenecían a dos o más razas. Del total de la población el 19.99% eran hispanos o latinos de cualquier raza.